# Tunnel d'Ülemiste
Le tunnel d'Ülemiste (en estonien : Ülemiste tunnel) est un tunnel routier à Tallinn en Estonie. 

## Présentation
Le tunnel d'Ülemiste reliant la route Järvevana tee à la route Peterburi tee.
Le tunnel a été ouvert le 9 octobre 2013, il mesure 320 m de long. 
La longueur totale des routes d'accès est de 355 m.
Le tunnel est constitué de deux parties séparées l'une de l'autre par un épais mur de béton.